# Elaphomyces
Elaphomyces es un género de hongos subterráneos de la familia Elaphomycetaceae. Contiene 25 especies semejantes a trufas. Elaphomyces es uno de los géneros de hongos más importantes en la formación de ectomicorrizas en los ecosistemas forestales templados y subárticos. Se ha descubierto que E. asperulus, E. granulatus, y E. muricatus acumulan arsénico (12–660 mg/kg en extracto seco) en compuestos muy inusuales: los más abundantes son el ácido metilarsónico y el óxido de trimetilarsano.

## Especies
- Elaphomyces aculeatus
- Elaphomyces anthracinus
- Elaphomyces citrinus
- Elaphomyces compleximurus[4]
- Elaphomyces cyanosporus
- Elaphomyces digitatus[4]
- Elaphomyces granulatus Fr. - turma de ciervo[5]
- Elaphomyces japonicus
- Elaphomyces leucosporus
- Elaphomyces leveillei
- Elaphomyces morettii
- Elaphomyces muricatus
- Elaphomyces officinalis
- Elaphomyces viridiseptum